# Zygmunt Franciszek Bokiej
Zygmunt Franciszek Bokiej herbu własnego – ciwun trocki w latach 1709–1724, horodniczy radomlski w 1709 roku, cześnik grodzieński w 1709 roku, wójt trocki w latach 1716–1725, dyrektor trockiego sejmiku relacyjnego z limity w 1716 roku.
Jako poseł powiatu grodzieńskiego był uczestnikiem Walnej Rady Warszawskiej 1710 roku.